# Mišica dvigalka zgornje ustnice in nosnega krilca
Mišica dvigalka zgornje ustnice in nosnega krilca (lat. M. levator labii superioris alaeque nasi) je majhna ploščata mišica osrednjega dela obraza. Izvira s čelničnega odrastka zgornje čeljustnice in se pripenja v kožo zgornje ustnice. Njena naloga je dvigovanje osrednjega dela zgornje ustnice in priležne nosnice. Opravlja podobno funkcijo kot priležna mišica levator labii superiror.

## Druga poimenovanja
Izolirana uporaba mišice dvigalke zgornje ustnice in nosnega krilca omogoča specifično obrazno mimiko v obliki prisiljenega nasmeha, pri katerem oseba pokaže večino sprednjih zob zgornjega zobnega loka. Ker je omenjeni nasmeh tekom let glasbenega ustvarjanja postal zaščitni simbol rockovske zvezde Elvisa Presleya, se je mišice prijelo ime Elvisova mišica.